# Léojac
Léojac é uma comuna francesa na região administrativa de Occitânia, no departamento de Tarn-et-Garonne. Estende-se por uma área de 12,8 km². Em 2010 a comuna tinha 1 305 habitantes (densidade: 102 hab./km²).